# Рамакхамхаенг
Пхо Кун Рамакхамхенг (тай. พ่อขุน รามคำแหง มหาราช; Pho Khun Ramkhamhaeng; близько 1237-1247 — 1298) — третій король династії Пхра Руанг, правив Королівством Сукотай (середньовічним попередником сучасного Таїланду) протягом 1279-1298, за часів його найбільшого розквіту. Під час його правління розроблений тайський алфавіт, а тхеравадійський буддизм став державною релігією королівства. Варто зауважити, що велика частина даних про нього може бути недостовірна та могла бути поширена в XIX столітті для того, щоб узаконити тодішній уряд перед загрозою з боку великих держав.

## Життя і правління

### Ранні роки
Його батьками були Принц Банг Кланг Хао, який керував королівством під іменем Короля Сі Індрадітья, та королева Суеанг, існує також легенда, за якою його батьками були велетенька на ім'я Канглі та рибалка. У нього було два старших брата та дві сестри. Старший брат помер у дитинстві, а другий, Бан Міанг став королем після смерті свого батька та передав трон Рамакхамхаенгу після своєї смерті.

### Ім'я
У віці 19 років він брав участь у вдалому вторгненні батька в місто Сукхотхай, яке раніше було васалом Камбуджадеша, і тим самим, по суті, створив незалежне Королівство Сукхотхай. За його героїзм на війні йому було присвоєно прізвисько «Phra Ram Khamhaeng», або Рама сміливий. Після смерті батька, його старший брат Бан Міанг став керувати державою та дарував йому управління містом Сі-Сатчаналай.

### Правління

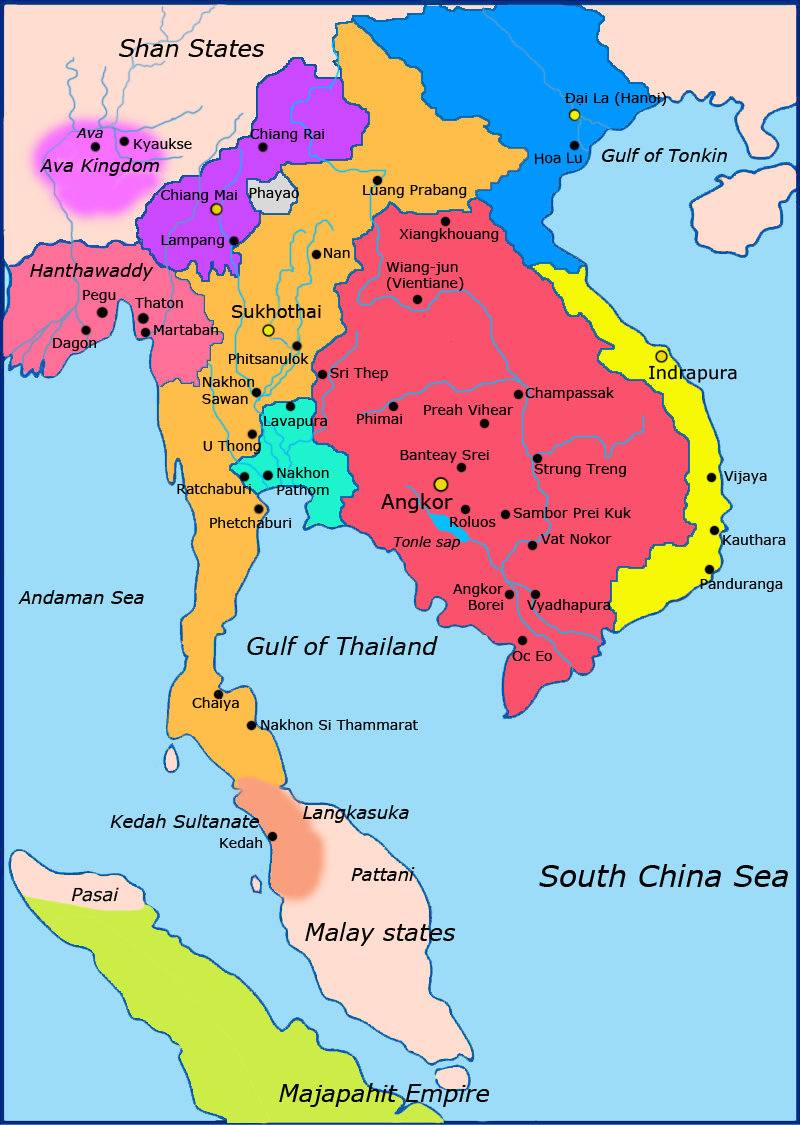
Сукхотай на момент смерті Рамакхамхаенга

Утворив союз із Юаньською династією Монгольської Імперії. Крім того, у нього були хороші відносини з лідерами сусідніх міст-держав, наприклад, з Нгам Муангом, правителем Пхаяо (чию дружину він, за переказами, спокусив) і Менграєм Великим — правителем Чіангмай. Розширив розміри свого королівства від Лампангу, Пхреє та Нану на півночі, до Накхонситхаммарату на півдні, та від Пхітсанулоку та В'єнтьяну на сході, до міст-держав Монів у Бірмі на заході.
При ньому розроблений та введений тайський алфавіт (Lai Sue Thai) на основі санскриту, палі та грантха (писемність кхмерійв та індійців). На нього часто посилалися монархи, як на доказ «доброї монархії», в тому числі й сучасні.

### Смерть
Якщо вірити китайським хронікам, Рамакхамхаенг помер в 1298, а престол успадкував його син, Лертхай.

## Цікаві факти
У комп'ютерній грі Civilization V Рамакхамхаенг присутній як правитель Сіамської імперії.